# 多数派 (日本共産党)
多数派（たすうは）とは、第二次世界大戦以前の非合法時代の日本共産党で1934年（昭和9年）3月に成立した分派であり、1935年9月まで活動を続けた。

## 概要
多数派成立の契機は1933年12月の「スパイ査問事件」後、ただ一人検挙を免れた袴田里見中央委員がスパイ摘発のため指示した「党員再登録」に対し、当時の党組織・細胞の大半が反発したことに始まる。1934年3月、宮内勇ら「全農全会派」（共産党傘下の農民団体）内の党フラクションは、山本秋を中心とする日本無産者消費組合連盟（無消）中央フラクションの支持を得て、宮内の執筆になる「日本共産党△△××細胞会議の声明」を発表、党中央への批判を公表した。彼らは昨年来の党の混乱と指導の逸脱を党中央に巣くうスパイ分子の挑発と考え、中央部で唯一残った袴田をスパイと断定、5月20日には「中央奪還全国代表者会議｣を開催し「多数派」分派を結成した。
この分派には無消・全農全会派内部の党フラクションおよび関西の地方組織など、当時かろうじて残っていた党組織の大半が結集していた。多数派は党が上意下達的に下部組織に対して方針の押しつけを行ってきたことを批判し、下部の意思を尊重した上で全農全会派を中心とする大衆運動の建て直しをはかったが、10月から11月にかけて宮内・山本ら中心的活動家が全国で一斉に検挙され、一方、コミンテルンは10月と翌1935年8月の2度にわたり多数派を「党攪乱者」「党分裂者」として非難し、直ちに解散することを求める声明（野坂参三執筆による）を送りつけた。同年7月の第7回大会で反ファシズム人民戦線戦術を打ち出していたコミンテルンに対する多数派の期待は大きかったため、獄中の宮内などはこの声明を知って落胆した。残存していた関西地方委員会の吉見光凡・国谷要蔵も、不満を残しながらもコミンテルンの批判に従い、1935年9月20日に「解体決議」を発し多数派は解散した。

## 意義
「多数派」の運動は事実上、下部組織から日本共産党の再建をめざす運動であったが、コミンテルンは共産党の無謀な武装方針を拒否した「全協刷新同盟」の時と同様に、あくまで党中央組織のリーダーシップを支持し、分派結成は警察の分裂工作によるものと一方的に断定した。この決定はその後も長く、「多数派は挑発的・敵対的分派である」という評価を定着させることになり、戦後になっても宮内勇は共産党に復帰することはなかった。

## 関連文献
- 伊藤晃 『転向と天皇制：日本共産主義運動の1930年代』 勁草書房、1995年 ISBN 4326300957
  - 第四章「「多数派」分派の発生と挫折」
- 運動史研究会（編） 『運動史研究1：小特集「多数派」問題』 三一書房、1978年
- 宮内勇 『ある時代の手記：一九三〇年代・日本共産党私史』 河出書房新社、1973年

## 関連事項
- リンチ共産党
- 埴谷雄高：全農全会派時代の宮内の同志。